# Basílica do Sagrado Coração de Jesus (Conewago)
A Basílica do Sagrado Coração de Jesus, também conhecida como Capela de Conewago, é uma basílica menor católica romana dedicada ao Sagrado Coração de Jesus localizada no município de Conewago (condado de Adams), na Pensilvânia. A igreja está sob a Diocese Católica Romana de Harrisburg.

## Descrição
A Basílica foi construída entre 1785 e 1787 em arenito com paredes de um metro de espessura. Possui uma entrada de estilo federal com uma porta em arco semicircular e uma torre de 24 metros de altura, adicionada em 1873. Anexada à capela está uma casa paroquial de três andares, também construída em 1787. É a mais antiga igreja católica romana construída de pedra nos Estados Unidos. O Príncipe Gallitzin passou os primeiros cinco anos do seu sacerdócio na Capela Conewago de 1795 a 1799.

Foi decretada uma basílica menor a 30 de junho de 1962 e foi listada no Registo Nacional de Lugares Históricos em 1975.

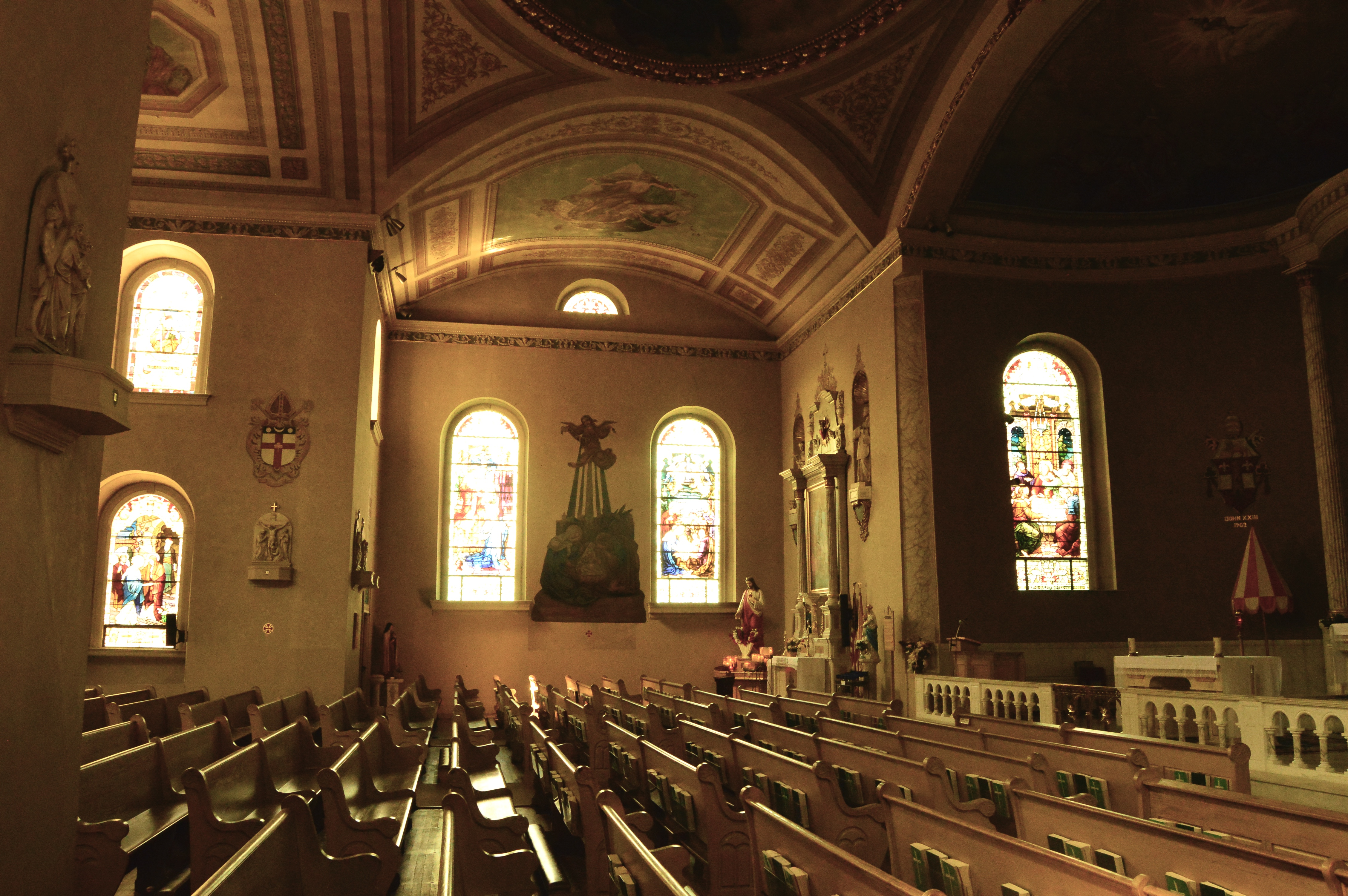
Interior da capela
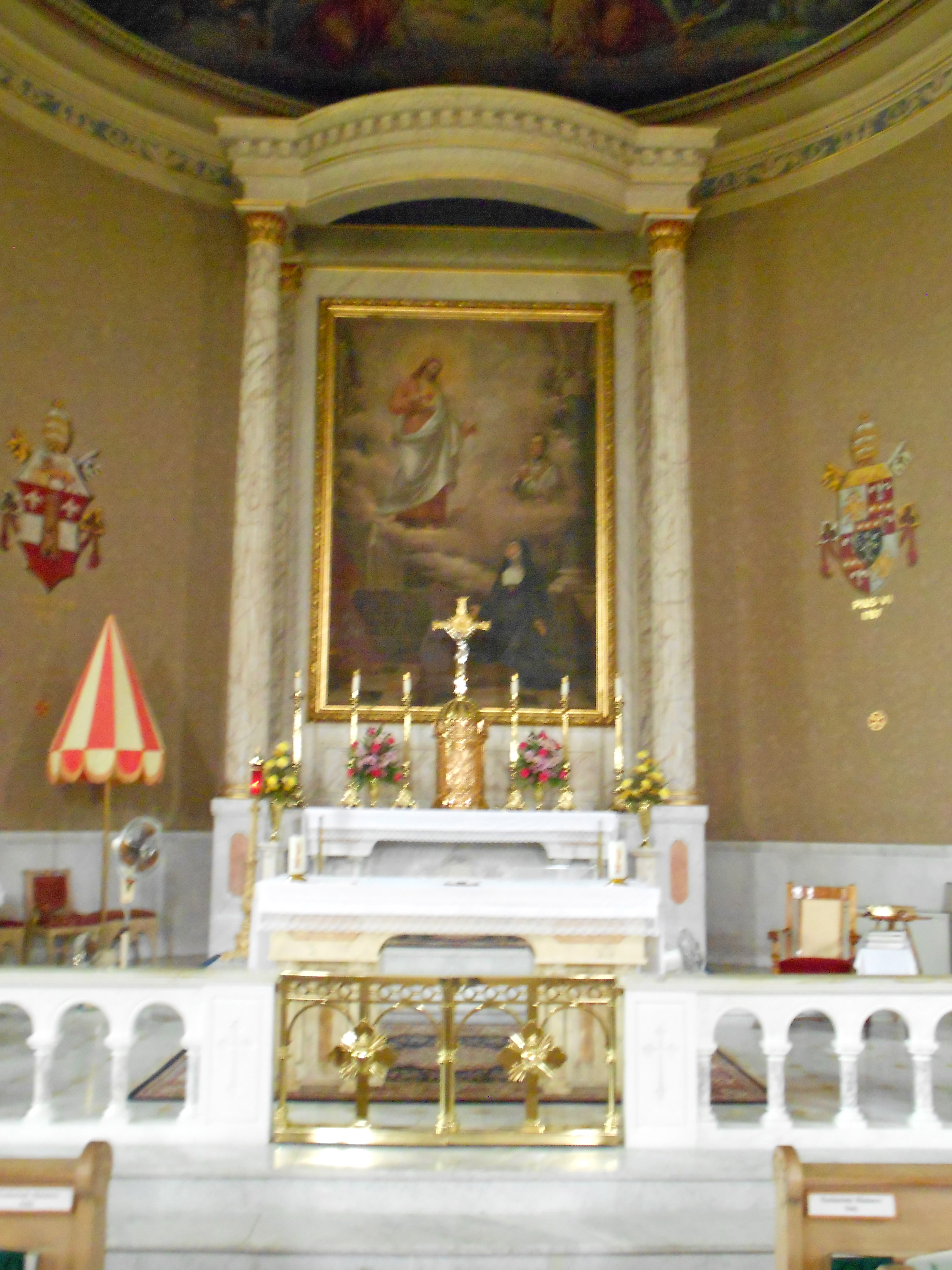
Altar
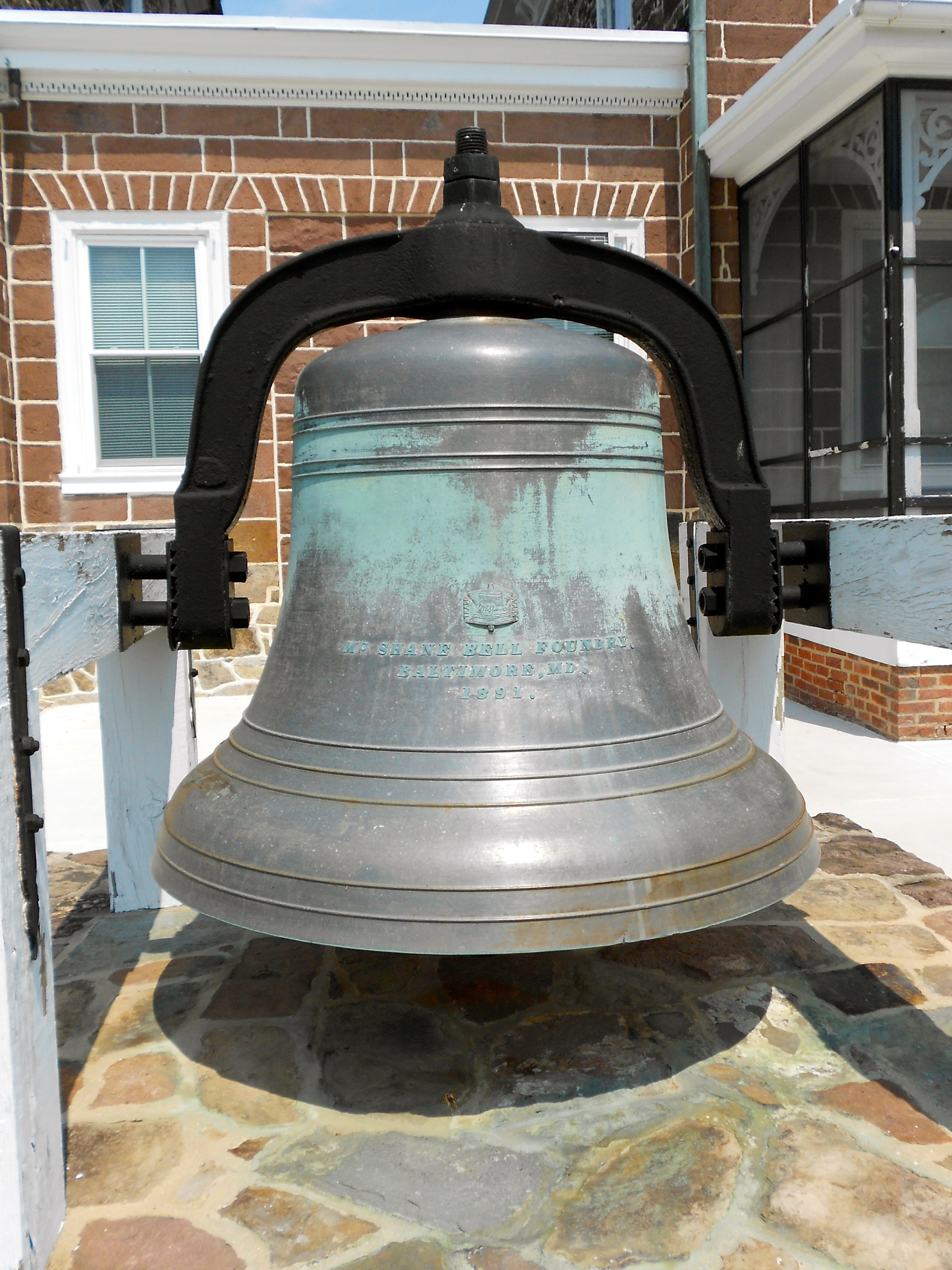
Sino
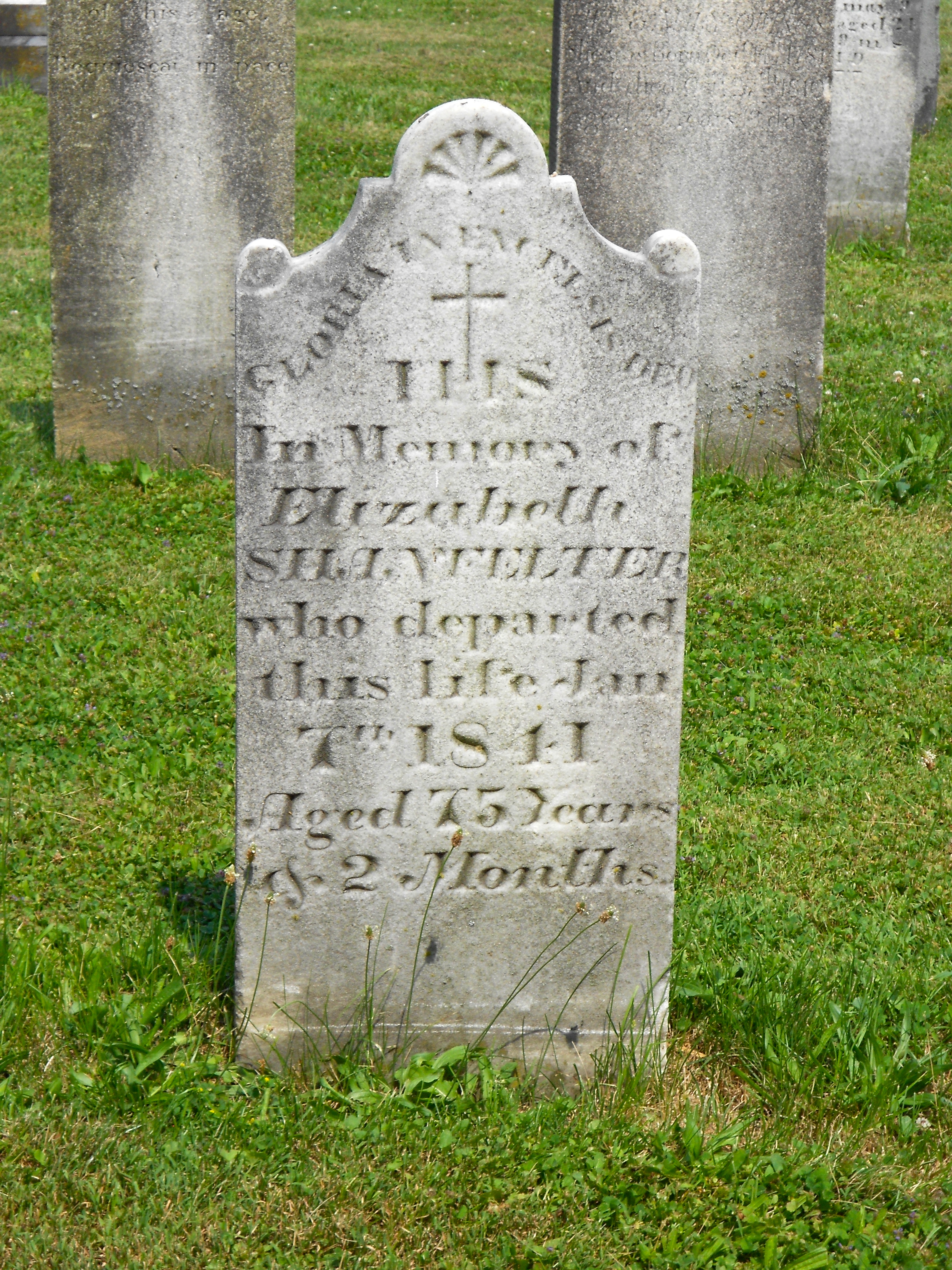
Lápide de 1841